# Кабельтов
Ка́бельтов (устар. ка́бельтоу, от нидерл. kabeltouw — «якорный канат»; нем. Kabel) — трос окружностью от 152 до 330 мм (6—13 дюймов, диаметром от 47 до 111 мм) для швартовов и буксиров (кабельтовый трос), а также внесистемная единица измерения расстояния, используемая в мореплавании. Как единицу измерения кабельтов стали использовать по причине того, что трос на судне брали определённой, одинаковой длины.
В кабельтовых обычно выражают дистанцию между кораблями при совместном плавании флота, размещении его по диспозиции, расстояние от корабля до берега.
Различают несколько видов кабельтовых:
- Международный кабельтов = 1/10 морской мили = 6 угловых секунд меридиана = 185,2 метра[3]
- Артиллерийский кабельтов = 100 морских саженей = 600 футов = 182,88 метра[3]
- Кабельтов Великобритании (адмиралтейский, Admiralty Cable) = 1/10 адмиралтейской мили (Admiralty Mile) = 608 футов = 185,3184 метра[5]
- Старый кабельтов США = 120 морских саженей = 720 футов = 219,456 метра[5]